# Pseudoplatystoma
Pseudoplatystoma (Псевдоплатистома) — рід прісноводних риб родини Пласкоголові соми ряду сомоподібні. Має 8 видів. Інші назви «тигровий сом», «сурубі». Наукова назва походить від грецьких слів pseudes, тобто «несправжній», platys — «плаский», «широкий», stoma — «рот».

## Опис
Загальна довжина представників цього роду коливається від 52 см до 1,6 м. Голова сплощена, потилиця повернена назад. Очі невеличкі. Рот широкий. Зуби маленькі. Є 3 пари вусів, з яких найдовшою пара верхньощелепних. Тулуб кремезний, масивний. Спинний та грудні плавці з жорсткими променями. Спинний плавець добре розвинений, з розгалуженими променями. Жировий плавець невеличкий. Грудні та черевні плавці широкі в основні й на кінчику загострені. Анальний плавець широкі, витягнутий донизу. Хвостовий плавець помірно широкий, розрізаний.
Забарвлення коричнево-оливкове. Вкриті 4-13 смугами або 6-8 плямами, які мають різну форму та кількість. Грудні та черевні плавці темніші за основний фон. Молодь має чорно-біле забарвлення з блідими плямами.

## Спосіб життя
Зустрічаються на швидких ділянках річок і в солонуватих гирлах річок, але можуть запливати в озера, затоплювані ліси, плавучі луки, канали і лагуни (зазвичай молодь). Особливо це стосується P. fasciatum. Тримаються значних глибин. P. tigrinum має найширший діапазон проживання. Це прохідна риба, може здійснювати короткі міграції.
Вдень ховаються серед каміння та корчів, молодь — у зарості водяної рослинності. Полюють вночі. Часто, слідують за своєю здобиччю в період їх міграції. Живляться рибою, крабами і креветками.
Нерест відбувається в сезон дощів.
Є об'єктом місцевого і промислового рибальства. М'ясо цих сомів цінується за соковитість і малу кількість кісток.

## Розповсюдження
Мешкають у басейнах річок Амазонка, Оріноко, Ессекібо, Сан-Франсіску, Парана, Магдалена, Рупунуні, Суринам, і Каука.

## Тримання в акваріумі
Потрібно ємність від 350 літрів. На дно насипають суміш дрібного і середнього піску темних тонів. На дно укладають камені неправильної форми. Рослини не потрібні, але можна посадити їх уздовж заднього скла: підійдуть рослини з могутньою кореневою системою. Як притулки знадобляться корчі.
Утримувати можна 1-3 особин одночасно. Сусідами можуть стати метініси, паку, піраньї. Їдять риби в неволі шматочки риби, креветки, яловиче серце, печінку. Можна годувати сомів з рук, підносячи шматочок їжі до рота сома на кінчику пінцета. З технічних засобів знадобиться внутрішній фільтр середньої потужності для створення помірної течії, компресор. Температура тримання повинна становити 22-26 °C.

## Види
- Pseudoplatystoma corruscans
- Pseudoplatystoma fasciatum
- Pseudoplatystoma magdaleniatum
- Pseudoplatystoma metaense
- Pseudoplatystoma orinocoense
- Pseudoplatystoma punctifer
- Pseudoplatystoma reticulatum
- Pseudoplatystoma tigrinum